# Los Pedregals (Almacelles)
El Los Pedregals és una muntanya de 315 metres que es troba al municipi d'Almacelles, a la comarca catalana del Segrià.
Al cim podem trobar-hi un vèrtex geodèsic (referència 248109001).